# Gregorio Rodríguez (calciatore 2000)
Gregorio Rodríguez (Córdoba, 17 gennaio 2000) è un calciatore argentino, attaccante del Melgar.

## Caratteristiche tecniche
È un esterno d'attacco.

## Carriera
Rodríguez è cresciuto nel settore giovanile dell'Instituto (C) ed ha debuttato in prima squadra il 4 luglio 2021 nell'incontro di Primera B Nacional pareggiato 1-1 contro il San Martín (SJ) Il 4 febbraio 2022 ha firmato il suo primo contratto professionistico e l'8 agosto dello stesso anno ha segnato il suo primo gol nel pareggio per 1-1 contro il Güemes (SdE).

## Statistiche

### Presenze e reti nei club
Statistiche aggiornate al 2 aprile 2024.
| Stagione        | Squadra         | Campionato      | Campionato | Campionato | Coppe nazionali | Coppe nazionali | Coppe nazionali | Coppe continentali | Coppe continentali | Coppe continentali | Altre coppe | Altre coppe | Altre coppe | Totale | Totale | Totale |
| Stagione        | Squadra         | Comp            | Pres       | Reti       | Comp            | Pres            | Reti            | Comp               | Pres               | Reti               | Comp        | Pres        | Reti        | Pres   | Reti   |        |
| --------------- | --------------- | --------------- | ---------- | ---------- | --------------- | --------------- | --------------- | ------------------ | ------------------ | ------------------ | ----------- | ----------- | ----------- | ------ | ------ | ------ |
| 2021            | Colón (SF)      | PBN             | 3          | 0          | CA              | 0               | 0               |                    | -                  | -                  |             | -           | -           | 3      | 0      |        |
| 2022            | Colón (SF)      | PBN             | 30         | 2          | CA              | 0               | 0               |                    | -                  | -                  |             | -           | -           | 30     | 2      |        |
| 2023            | Colón (SF)      | PD              | 9          | 0          | CA+CdL          | 1+9             | 0+1             |                    | -                  | -                  |             | -           | -           | 19     | 1      |        |
| 2024            | Instituto (C)   | PD              | 0          | 0          | CA+CdL          | 0+1             | 0               |                    | -                  | -                  |             | -           | -           | 1      | 0      |        |
| Totale carriera | Totale carriera | Totale carriera | 42         | 2          |                 | 11              | 0               |                    | -                  | -                  |             | -           | -           | 53     | 3      |        |